# خانه اسد بختیاری
خانه اسد بختیاری مربوط به دوره پهلوی اول است و در شهرستان کیار، شلمزار واقع شده و این اثر در تاریخ ۲۶ آذر ۱۳۵۶ با شمارهٔ ثبت ۱۵۰۶ به‌عنوان یکی از آثار ملی ایران به ثبت رسیده است.